# Swan Song (dal)
A Swan Song Dua Lipa angol énekesnő kislemeze. 2019. január 24-én jelent meg a Warner Records kiadó gondozásában a 2019-es Alita: A harc angyala című film betétdalaként. A Floria Sigismondi által rendezett videóklipet 2019. január 24-én mutatták be. A Swan Song legjobb helyezése az Egyesült Királyságban és Írországban is a 24. pozíció volt.

## A kislemez dalai és formátumai
| 1. | Swan Song (From the Motion Picture 'Alita: Battle Angel') | 3:02 |

| 1. | Swan Song (From the Motion Picture 'Alita: Battle Angel') (Akusztikus) | 3:09 |

| Digitális EP – Remixes | Digitális EP – Remixes                                                                     | Digitális EP – Remixes | Digitális EP – Remixes | Digitális EP – Remixes | Digitális EP – Remixes | Digitális EP – Remixes | Digitális EP – Remixes | Digitális EP – Remixes | Digitális EP – Remixes |
|                        | Cím                                                                                        | Hossz                  |                        |                        |                        |                        |                        |                        |                        |
| ---------------------- | ------------------------------------------------------------------------------------------ | ---------------------- | ---------------------- | ---------------------- | ---------------------- | ---------------------- | ---------------------- | ---------------------- | ---------------------- |
| 1.                     | Swan Song (From the Motion Picture 'Alita: Battle Angel') (DJ Shadow and NastyNasty Remix) | 3:55                   |                        |                        |                        |                        |                        |                        |                        |
| 2.                     | Swan Song (From the Motion Picture 'Alita: Battle Angel') (Maya Jane Coles Rework)         | 3:07                   |                        |                        |                        |                        |                        |                        |                        |
| 3.                     | Swan Song (From the Motion Picture 'Alita: Battle Angel') (aboutagirl Remix)               | 3:24                   |                        |                        |                        |                        |                        |                        |                        |
| 4.                     | Swan Song (From the Motion Picture 'Alita: Battle Angel') (Calibre Remix)                  | 3:39                   |                        |                        |                        |                        |                        |                        |                        |
| 14:05                  |                                                                                            |                        |                        |                        |                        |                        |                        |                        |                        |

## Közreműködők
A közreműködők listája a Tidalon található információk alapján.
- Dua Lipa – vokál
- Mattman & Robin – produceri munka, háttérvokál, basszusgitár, dob, gitár, ütős hangszerek, zongora, zenei programozás, húros hangszerek, szintetizátor
- Lorna Blackwood – produceri munka
- Kennedi Lykken – háttérvokál
- Tom Holkenborg – basszusgitár, rézfúvós hangszerek, zongora, húros hangszerek, szintetizátor
- John Hanes – hangmérnök
- Serban Ghenea – hangkeverés
- Randy Merrill – maszterelés

## Slágerlistás helyezések
| Slágerlista (2019)                            | Legjobb helyezés |
| --------------------------------------------- | ---------------- |
| Australia (ARIA)                              | 68               |
| Belgium (Ultratop 50 Flanders)                | 50               |
| Belgium (Ultratip Wallonia)                   | 1                |
| Kanada (Canadian Hot 100)                     | 99               |
| Kanada CHR/Top 40 (Billboard)                 | 31               |
| Kanada Hot AC (Billboard)                     | 50               |
| Kína Airplay/FL (Billboard)                   | 4                |
| Csehország (Rádio Top 100)                    | 46               |
| Csehország (Singles Digitál Top 100)          | 31               |
| Franciaország (Single Top 100)                | 196              |
| Németország (Media Control Charts)            | 99               |
| Magyarország (Stream Top 40)                  | 11               |
| Írország (IRMA)                               | 24               |
| Litvánia (AGATA)                              | 17               |
| Mexico Ingles Airplay (Billboard)             | 1                |
| Hollandia (Tipparade)                         | 1                |
| Új-Zéland Hot Singles (RMNZ)                  | 5                |
| Portugália (AFP)                              | 63               |
| Skócia (Scottish Singles Top 40)              | 27               |
| Szlovákia (Singles Digitál Top 100)           | 21               |
| Svédország (Sverigetopplistan)                | 67               |
| Svájc (Schweizer Hitparade)                   | 96               |
| Egyesült Királyság (UK Singles Chart)         | 24               |
| US Bubbling Under Hot 100 Singles (Billboard) | 4                |
| US Adult Top 40 (Billboard)                   | 39               |
| US Hot Dance Club Songs (Billboard)           | 24               |
| US Mainstream Top 40 (Billboard)              | 21               |

| Slágerlista (2019) | Helyezés |
| ------------------ | -------- |
| Portugália (AFP)   | 1148     |

## Minősítések
| Régió                                                            | Minősítés | Eladott példányszám |
| ---------------------------------------------------------------- | --------- | ------------------- |
| Lengyelország (ZPAV)                                             | arany     | 10 000‡             |
| ‡ Eladási+streaming példányszámok kizárólag a minősítés alapján. |           |                     |

## Megjelenések
| Regió              | Dátum             | Formátum                          | Változat   | Kiadó        | Forr.  |
| ------------------ | ----------------- | --------------------------------- | ---------- | ------------ | ------ |
| Világszerte        | 2019. január 24.  | Digitális letöltés streaming      | Eredeti    | Warner Bros. | [ 7 ]  |
| Ausztrália         | 2019. január 25.  | Poprádiós megjelenés              | Eredeti    | Warner Bros. | [ 40 ] |
| Olaszország        | 2019. január 25.  | Poprádiós megjelenés              | Eredeti    | Warner Bros. | [ 41 ] |
| Egyesült Királyság | 2019. január 25.  | Poprádiós megjelenés              | Eredeti    | Warner Bros. | [ 42 ] |
| Egyesült Királyság | 2019. január 26.  | Felnőtt kortárs rádiós megjelenés | Eredeti    | Warner Bros. | [ 43 ] |
| Egyesült Államok   | 2019. január 28.  | Felnőtt kortárs rádiós megjelenés | Eredeti    | Warner Bros. | [ 44 ] |
| Egyesült Államok   | 2019. január 29.  | Poprádiós megjelenés              | Eredeti    | Warner Bros. | [ 45 ] |
| Világszerte        | 2019. március 22. | Digitális letöltés streaming      | Akusztikus | Warner Bros. | [ 8 ]  |
| Világszerte        | 2019. április 12. | Digitális letöltés streaming      | Remixes EP | Warner Bros. | [ 9 ]  |

## Fordítás
- Ez a szócikk részben vagy egészben  a   Swan Song (song) című angol Wikipédia-szócikk fordításán alapul.  Az eredeti cikk szerkesztőit annak laptörténete sorolja fel. Ez a jelzés csupán a megfogalmazás eredetét és a szerzői jogokat jelzi, nem szolgál a cikkben szereplő információk forrásmegjelöléseként.